# 日本婦人科腫瘍学会
公益社団法人日本婦人科腫瘍学会（にほんふじんかしゅようがっかい）は、日本における婦人科腫瘍の診断や治療を専門とする婦人科医、病理医、放射線科医などにより運営されている学術団体。
英語名はThe Japan Society of Gynecologic Oncologyである。

## 沿革
- 1975年（昭和50年） - 日本コルポスコピー研究会が創立。
- 1982年（昭和57年） - 日本子宮頸部病理・コルポスコピー学会と改称。
- 1983年（昭和58年） - 学会誌第1巻を発刊。
- 1985年（昭和60年） - 日本婦人科病理・コルポスコピー学会と改称。
- 1998年（平成10年） - 日本卵巣腫瘍病理研究会と合併し、日本婦人科腫瘍学会と改称。
- 2001年（平成13年） - 日本婦人科腫瘍マーカー・遺伝子診断学会、日本婦人科悪性腫瘍化学療法学会、子宮癌研究会の3学会と合同合併。
- 2004年（平成16年） - 特定非営利活動法人（NPO）の認証を受ける。
- 2013年（平成25年） - 公益社団法人に変更[1]。

## 総会
- 年2回開催
  - 春季集会 - 6～7月頃開催。婦人科腫瘍の診断（病理、コルポスコピー、遺伝子診断、腫瘍マーカーなど）に関する分野が中心。
  - 秋季集会 - 11～12月頃開催。婦人科腫瘍の治療（手術、化学療法）に関する分野が中心。

## 学会誌
- 「日本婦人科腫瘍学会雑誌」（年間4回発行）

## 入会金・年会費
- 入会金 - 1,000円
- 年会費 - 10,000円

## 専門医制度
- 婦人科腫瘍専門医（2007年～）
- 暫定指導医（専門医が育成されるまでの経過措置。資格取得後原則として5年で消滅する。）

## 治療ガイドライン
- 卵巣がん治療ガイドライン2007年版（第2版）
- 子宮体癌治療ガイドライン2006年版
- 子宮頸癌治療ガイドライン2007年版

## 関連事項
- 悪性腫瘍／腫瘍／癌腫／肉腫／良性腫瘍／発癌性
- 医学／歯学／薬学／看護学
- 腫瘍学
- ターミナルケア／緩和医療
- 医師／歯科医師／薬剤師／獣医師／看護師／臨床検査技師／診療検査技師／臨床工学技士／歯科衛生士／臨床検査技師
- 日本産科婦人科学会（JSOG）／婦人科悪性腫瘍化学療法研究機構（JGOG）／日本癌学会（JCA）／日本癌治療学会（JSCO）／日本緩和医療学会（JSPM）／日本臨床腫瘍研究グループ（JCOG）
- 学会の一覧／研究会